# Вільям Генрі Чемберлин
Вільям Генрі Чемберлин (англ. William Henry Chamberlin) (17 лютого 1897 — 12 вересня 1969) — американський історик і журналіст, автор декількох книг про холодну війну, комунізм та зовнішню політику США, зокрема «Російська революція 1917—1921» (1935). Книга була написана в Росії протягом 1922—1934 років, коли він був московським кореспондентом бостонської газети The Christian Science Monitor.
Вільям Генрі Чемберлин

## Біографія
Вільям Генрі Чемберлин народився 17 лютого 1897 року в Брукліні, округ міста Нью-Йорк, штат Нью-Йорк, США. Навчався у школах Пенсільванії, потім у коледжі Гаверфорд. Коли йому виповнилося 25 років, він переїхав до Гринвіч-Віллідж, де його глибоко вразила місцева культурна богема та більшовицька політика. Він працював на Хейвуда Брауна (англ. Heywood Broun), книжкового редактора New-York Tribune. Також публікувався під псевдонімом A. C. Freeman і підтримував комуністів у Радянському Союзі.
Він приїхав до Радянського Союзу ще молодою людиною, швидко знайшов роботу в газеті Christian Science Monitor, на яку він працював до 1940. Також він був московським кореспондентом видання Manchester Guardian. Первинно він був марксистом і симпатиком комуністичної революції. Протягом перебування там він змінив погляди і став критиком. Його перша книга «Радянська Росія» (англ. Soviet Russia), опублікована 1930 року, детально розглядала Нову економічну політику і підтримувала, загалом, зміни, які принесла російська революція. Однак, навіть тоді, Чемберлин сумнівався. Ближче до завершення його перебування в Союзі, він переконався, що політика комуністів була хибною. Він та його дружина Соня (англ. Sonya), відвідали Україну (жовтень 1933-го) та Північний Кавказ в 1932 та 1933 роках і стали свідками голодоморів, які були спричинені колективізацією у СРСР. Повідомлення з цієї мандрівки до Бостона він надсилав із осені 1934-го, коли назавжди залишив СРСР. Тоді ж вийшла його книжка «Залізна доба Росії» (англ. Russia's Iron Age). В окремому розділі про Україну він розповідав, що голод охопив територію з населенням 60 млн, а кількість жертв становила 3–4 млн осіб. У 1944 році в Нью-Йорку вийшла ще одна книга Вільяма Чемберлина «Україна: пригнічена нація» (англ. The Ukraine: A Submerged Nation).
Після СРСР він поїхав до Німеччини, де ідеологія націонал-соціалізму ще більше переконала його у небезпеках колективізму та абсолютизму загалом. Чемберлин став вірити у важливість індивідуальних прав людей та цінність Білля про права. Monitor перемістив його до Східної Азії, де він написав «Японія над Азією» (англ. Japan Over Asia), ґрунтуючись на отриманих знаннях про японський мілітаризм. Потім його перевели до Франції.
Повернувшись до США, він спершу жив у Вашингтоні, а потім — у Кембриджі, Массачусетс. Більшість його пізніших робіт була зосереджена на критиці комунізму, соціалізму та колективізму загалом. Чемберлин продовжував працювати і над науковими виданнями, і над більш науково-популярними статтями. Його автобіографія «Зізнання індивідуаліста» (англ. The Confessions of an Individualist) була опублікована в 1940 році, після початку його співпраці з Russian Review. Ця співпраця тривала до самої смерті Чемберлина.
Він помер 12 вересня 1969 року від інсульту.

## Публікації

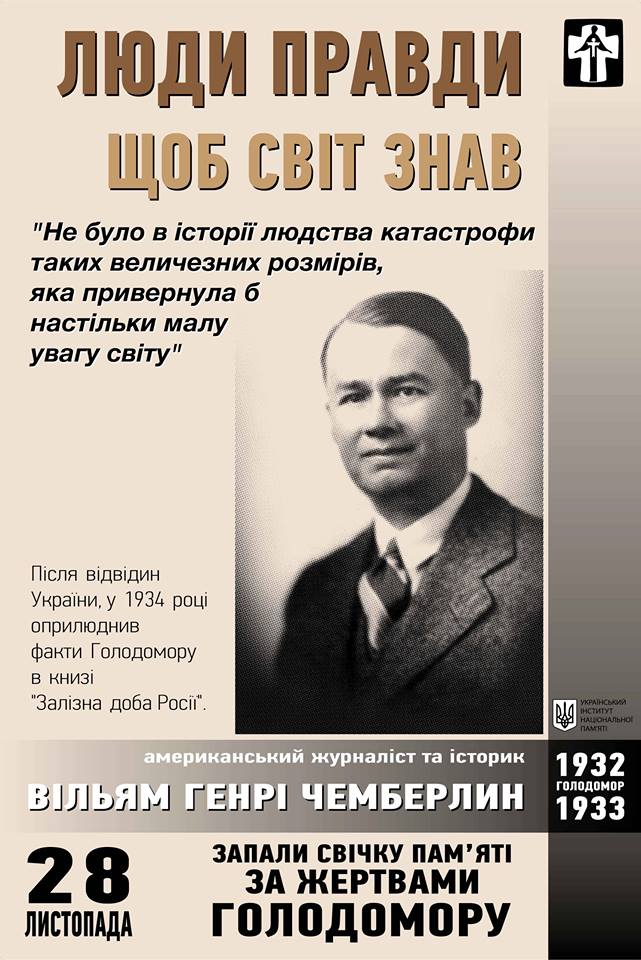

### Книги
- Soviet Russia: A Living Record and a History Little, Brown & Company, 1930.
- Russia's Iron Age (1934).
- The Russian Revolution 1917—1921 (1935).
- Collectivism: A False Utopia (1937).
- The Confessions of an Individualist (1940).
- The World's Iron Age (The Macmillan Company, New York) 1941.
- Canada, Today and Tomorrow (1942).
- The Russian Enigma (1943).
- The Ukraine: A Submerged Nation (The Macmillan Company, New York) 1944.
- America: Partner in World Rule (Vanguard Press, 1945).
- Blueprint for World Conquest, 1946.
- The European Cockpit (The Macmillan Company, New York City) 1947.
- The Evolution of a Conservative, 1959.
- America's Second Crusade. Chicago: Regnery, 1962.
- Appeasement: Road to War. 1962.
- The German Phoenix (1965).
- Beyond Containment. Chicago: Regnery, 1983.
- Japan Over Asia
- Soviet Planned Economic Order
- World Order or Chaos

### Статті
- «Our Totalitarian Radicals», The Freeman: Ideas on Liberty, April 1969.
- «The Morality of Capitalism», The Freeman: Ideas on Liberty, January 1957, Vol. 7 No. 1.
- «Turgenev: The Eternal Romantic», Russian Review, Vol. 5, No. 2 (Spring, 1946), pp. 10-23.